# Jeppe Laursen
Jeppe Breum Laursen (født 25. december 1977), også kendt som Senior, er en dansk musiker, sanger, sangskriver og producer, mest kendt for at være tidligere medlem af popduoen Junior Senior, som han dannede i 1998 med Jesper Mortensen. Duoens debutsingle, den Thomas Troelsen-producerede "Move Your Feet" (2002), blev et stort hit i Storbritannien, hvor den gik ind som #3, ligesom gruppen optrådte i det prestigefyldte tv-show Top of the Pops som et af de få danske navne nogensinde.
Junior Senior gik i opløsning i 2008, og året efter deltog Jeppe Laursen i Dansk Melodi Grand Prix 2009 med sangen "Lucky Boy", som han selv havde skrevet. I 2011 skrev og producerede han Lady Gagas "Born This Way" fra albummet af samme navn, som blev et internationalt hit og den hurtigst-sælgende single på iTunes nogensinde.[kilde mangler]

## Diskografi

### Med Junior Senior
- D-D-Don't Don't Stop the Beat (2003)
- Hey Hey My My Yo Yo (2005)